# Cantó de Marsella Nòstra Dama Limit
El cantó de Marsella Nòstra Dama Limit és un cantó francès del departament de les Boques del Roine, situat al districte de Marsella. És format per part del municipi de Marsella.

## Municipis
Aplega tot o part dels següents barris de Marsella:
- Les Aygalades
- Les Borels
- La Delorme
- Saint-Antoine
- Notre-Dame Limite
- Saint-Joseph
- Kalliste
- La Savine
- La Granière

| Data d'elecció                           | Identitat       | Partit | Qualitat |
| ---------------------------------------- | --------------- | ------ | -------- |
| 1982-2008                                | Joël Dutto      | PCF    |          |
| 2008-                                    | Rebia Benarioua | PS     |          |
| les dades anteriors no són pas conegudes |                 |        |          |